# Pernois
Pernois (picardisch Parnou) ist eine französische Gemeinde mit 699 Einwohnern (Stand 1. Januar 2022) im Département Somme in der Region Hauts-de-France. Sie gehört zum Arrondissement Amiens und zum Kanton Flixecourt.

## Geographie
Pernois liegt rund 5,5 Kilometer südöstlich von Domart-en-Ponthieu im Tal der Nièvre.

## Einwohner
| 1962 | 1968 | 1975 | 1982 | 1990 | 1999 | 2006 | 2011 |
| ---- | ---- | ---- | ---- | ---- | ---- | ---- | ---- |
| 433  | 430  | 416  | 508  | 634  | 645  | 707  | 719  |

## Verwaltung
Bürgermeister (maire) ist seit 2001 Eric Olivier.

## Sehenswürdigkeiten
- Kirche Saint-Martin mit Schiff wohl aus dem 12. Jahrhundert

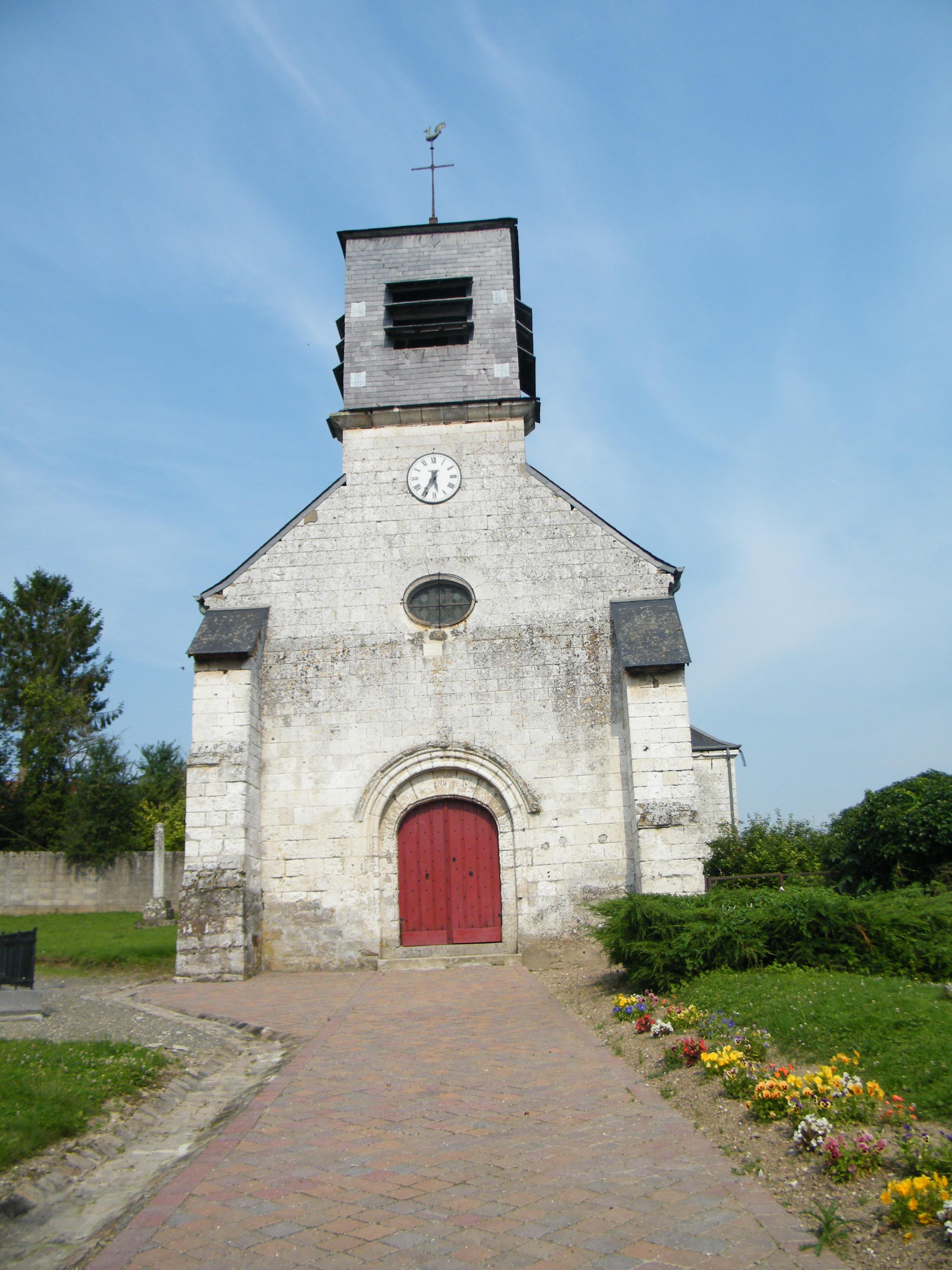
Kirche Saint-Martin